# Volksbank Flein-Talheim
Die Volksbank Flein-Talheim eG ist eine deutsche Genossenschaftsbank mit Sitz in der baden-württembergischen Gemeinde Flein im Landkreis Heilbronn.  

## Geschichte
Seit ihrer Gründung hat sich die Volksbank Flein-Talheim eG vom Darlehenskassenverein zur genossenschaftlichen Universalbank entwickelt.

### Horkheim
Bereits am 11. März 1914 wurde der Darlehenskassenverein Horkheim eGmuH in Heilbronn-Horkheim gegründet. Schon bald folgte der Erste Weltkrieg, wirtschaftliche Depressionen und Inflation in den 20er Jahren. Am 7. April 1935 wurde der Firmenname in „Spar- und Darlehenskasse eGmuH“ geändert. Im Jahr 1953 wurde an der Nussäckerstraße ein Büro- und Lagergebäude erstellt. Im Erdgeschoss entstand für den Tabakbauverein ein Verwiegeraum. In der Generalversammlung am 13. Juni 1964 wurde die Namensänderung in Genossenschaftsbank Horkheim eGmbH, beschlossen. Am 1. Januar 1970 folgte schließlich der Zusammenschluss mit der Fleiner Bank eGmbH.

### Flein
Am 24. Februar 1918 wurde der Darlehenskassenverein in Flein gegründet. Die Aufgaben der damaligen Darlehenskassenvereine lagen in der Annahme von Geldeinlagen und in der Vergabe von Krediten, die vor allem für Dünger und Saatgut benötigt wurden. Parallel dazu, wurde das Warengeschäft aufgebaut. Am 7. Mai 1973 konnte Einzug in die neue Bank-Hauptstelle in der Heilbronner Straße gehalten werden. Technische und personelle Entwicklungen führten dazu, dass 1991 eine Erweiterung des Bankgebäudes erforderlich wurde.

### Talheim
Am 21. April 1918 gründete man den Darlehenskassenverein in Talheim. Im Jahre 1938 hielt man Einzug in ein erworbenes Gebäude in der Bahnhofstraße 50. Schon bald wurde die Bank umfirmiert in „Talheimer Bank eGmbH“ und als Ortsbank gekennzeichnet. 1985 folgte der Neubau in der Hauptstraße. Die Entwicklung der Bank und der gesamten Wirtschaft ging spürbar voran. Im Jahr 1992 kam es letztendlich zu dem Zusammenschluss der Talheimer Bank eG mit der Fleiner Bank eG. und somit zur „Volksbank Flein-Talheim eG“.

## Rechtsverhältnisse
Die Volksbank Flein-Talheim eG ist im Genossenschaftsregister beim Amtsgericht Stuttgart unter GnR 100002 eingetragen.

## Organisationsstruktur
Rechtsgrundlagen sind das Genossenschaftsgesetz und die durch die Vertreterversammlung beschlossene Satzung. Organe der Bank sind der Vorstand, der Aufsichtsrat und die Vertreterversammlung.

## Sicherungseinrichtung
Die Volksbank Flein-Talheim eG ist der amtlich anerkannten Sicherungseinrichtung des Bundesverbandes der Deutschen Volksbanken und Raiffeisenbanken GmbH und der zusätzlichen freiwilligen Sicherungseinrichtung des Bundesverbandes der Deutschen Volksbanken und Raiffeisenbanken e.V. angeschlossen. Sie gehört dem Bundesverband der Deutschen Volksbanken und Raiffeisenbanken an.

## Geschäftsausrichtung
Die Volksbank Flein-Talheim eG betreibt das Universalbankgeschäft. Im Verbundgeschäft arbeitet sie mit der DZ Bank, R+V Versicherung, Bausparkasse Schwäbisch Hall, Teambank, VR Leasing, DZ Hyp, Münchener Hypothekenbank und der Union Investment zusammen.

## Soziales, wirtschaftliches und regionales Engagement
Die Idee der Genossenschaften entstand im 19. Jahrhundert und geht auf die Grundsätze der Selbsthilfe, Selbstverantwortung und Selbstverwaltung von Friedrich Wilhelm Raiffeisen und Hermann Schulze-Delitzsch zurück. Geprägt durch diesen Genossenschaftsgedanken engagiert sich die Volksbank Flein-Talheim eG für kulturelle und soziale Einrichtungen und Organisationen sowie Vereine, Kindergärten und Schulen.

## Mitgliedschaft
Als Genossenschaftsbank ermöglicht die Volksbank Flein-Talheim eG es ihren Kunden, zu Teilhabern der Bank zu werden. Aktuell sind 6.386 Kunden Teilhaber und somit Mitglied der Volksbank Flein-Talheim eG.

## Geschäftsgebiet
Das Geschäftsgebiet liegt im Süden des Landkreises Heilbronn. Das Geschäftsgebiet erstreckt sich über 25 km² und grenzt südlich an die Kreisstadt Heilbronn.  
An diesen Orten betreibt die Bank Filialen:
- Flein (Hauptstelle, jur. Sitz)
- Talheim (Geschäftsstelle)
- Horkheim (Geschäftsstelle)